# Guipuscoan

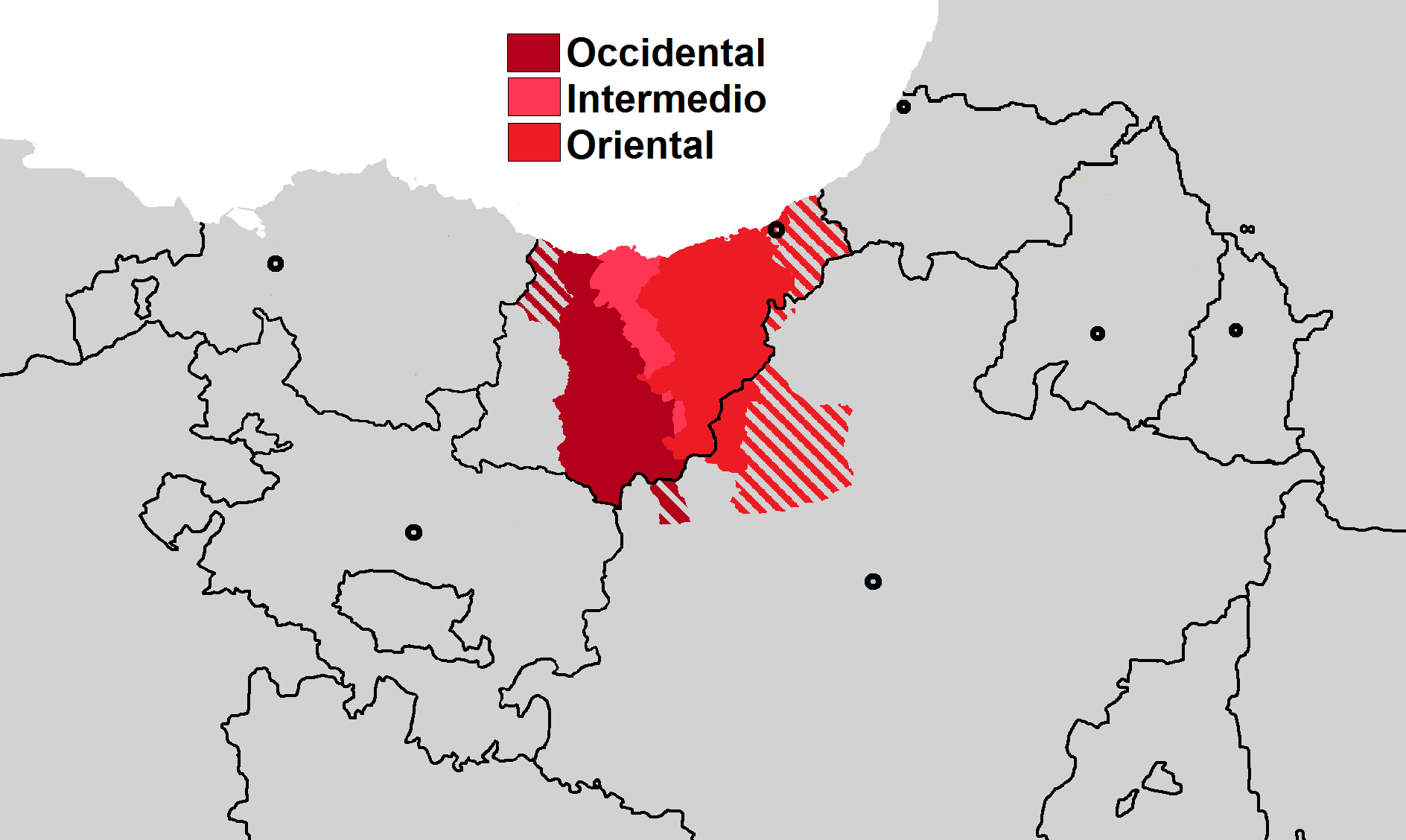
Dialecte guipuscoan (période à préciser)

Le guipuscoan (en basque : gipuzkera) est un dialecte du basque. Il est parlé dans la province de Guipuscoa ainsi que dans plusieurs communes navarraises limitrophes de cette province. 
Avec le labourdin et le navarrais, ce dialecte est la principale base de la morphologie du basque unifié (ou euskara batua).

## Présentation
Autres dialectes basques :
- Bas-navarrais
- Biscayen
- Haut-navarrais
- Labourdin
- Roncalais
- Souletin